# دیروز می‌بینمت
دیروز می‌بینمت (انگلیسی: See You Yesterday) یک فیلم علمی تخیلی آمریکایی محصول سال ۲۰۱۹ میلادی به کارگردانی استفان بریستول با فیلمنامه‌ای از بریستول و فردریکا بیلی بر اساس فیلم کوتاه بریستول در سال ۲۰۱۷ میلادی به همین نام است؛ در این فیلم ایدن دانکن اسمیت، دانته کریچلو، مارشا استفانی بلیک و برایان «استرو» بردلی ایفای نقش می‌کنند.
این فیلم داستان یک اعجوبه علمی جاه طلب را دنبال می‌کند که از مهارت و توانایی‌های خود برای ایجاد ماشین‌های زمان برای نجات برادرش که توسط یک افسر پلیس نژادپرست کشته شده است استفاده می‌کند ؛ همان‌طور که او تلاش می‌کند وقایع گذشته را تغییر دهد، در نهایت با عواقب خطرناک سفر در زمان روبرو خواهد شد.
این فیلم در ۱۷ می ۲۰۱۹ میلادی توسط نتفلیکس منتشر شد؛ و نقدهای مثبتی دریافت کرد و نامزد دو جایزه در سی و پنجمین دوره جوایز فیلم‌های مستقل شد که بریستول و بیلی برنده بهترین فیلمنامه اول شدند.

## داستان
سی‌جی و سباستین دو دوست صمیمی هستند ، برادر سی جی در یک سوء قصد کشته می‌شود و حالا سی جی با هوش و توانایی که دارد ماشین زمانی را اختراع می‌کند تا بتواند همراه سباستین به روزی که برادرش کشته شد بروند و جان او را نجات بدهند. …

## تولید
این فیلم در کویینز و بروکلین، نیویورک در سال ۲۰۱۸ فیلمبرداری شد.

## بازخوردها
- این فیلم نقدهای مثبتی از سوی منتقدان دریافت کرده است؛ در وب‌سایت جمع‌آوری نقد راتن تومیتوز، این فیلم بر اساس ۴۱ نقد، با میانگین ۷٫۳ از ۱۰، ۹۳ درصد محبوبیت دارد.[۷]
- در متاکریتیک که از میانگین وزنی استفاده می‌کند، بر اساس ۹ منتقد، امتیاز ۷۴ از ۱۰۰ را به خود اختصاص داده است که نشان دهنده «بررسی‌های عموماً مطلوب» است.[۸]
- برایان تالریکو از راجرایبرت.کام به این فیلم ۳ ستاره از ۴ ستاره داد.[۹]